# Нида, Уити фон
Стэнли Л. «Уити» фон Нида младший (англ. Stanley L. "Whitey" Von Nieda jr.; 19 июня 1922, Эфрата, Пенсильвания — 6 сентября 2023, Элизабеттаун, Пенсильвания) — американский профессиональный баскетболист и тренер.

## Ранние годы
Уити фон Нида родился 19 июня 1922 года в городе Эфрата (штат Пенсильвания), учился там же в одноимённой школе, в которой играл за местную баскетбольную команду. В 1946 году окончил Университет штата Пенсильвания, где в течение трёх лет играл за команду «Пенн Стэйт Ниттани Лайонс». При Ниде «Ниттани Лайонс» ни разу не выигрывали ни регулярный чемпионат, ни турнир конференции Independent, но в 1942 году выходили в плей-офф студенческого чемпионата США, где проиграли в первом же раунде команде «Дартмут Биг Грин».

## Профессиональная карьера
Играл на позиции атакующего защитника и лёгкого форварда. В 1947 году Уити фон Нида заключил договор с командой «Ланкастер Ред Роузес», выступавшей в Баскетбольной лиге восточной Пенсильвании (EPBL). Позже выступал за команды «Три-Ситис Блэкхокс» (НБЛ и НБА), «Балтимор Буллетс» (НБА) и «Ланкастер Рокетс» (EPBL). Всего в НБЛ провёл 2 сезона, а в АБЛ и НБА — по 1 сезону. Один раз включался во 2-ю сборную всех звёзд НБЛ (1949). Всего за карьеру в НБЛ Уити сыграл 124 игры, в которых набрал 1367 очков (в среднем 11,0 за игру). Всего за карьеру в НБА Нида сыграл 59 игр, в которых набрал 313 очков (в среднем 5,3 за игру) и сделал 143 передачи. Помимо этого Уити фон Нида в составе «Блэкхокс» один раз участвовал во Всемирном профессиональном баскетбольном турнире, но без особого успеха.

## Тренерская карьера
После завершения профессиональной карьеры игрока Уити фон Нида два года тренировал баскетбольную команду Элизабеттаунского колледжа (1951—1952). Затем в течение четырёх лет работал главным тренером своей родной команды «Ланкастер Ред Роузес» (1952—1956), трижды выводя её в финал лиги. В 1985 году он повторно встал у руля «Красных роз», выступавших в то время уже в Континентальной баскетбольной ассоциации, которая была переходной ступенькой на пути к НБА. И снова под его руководством «Ред Роузес» дошли до решающего матча, но им так и не удалось выиграть турнир. Кроме того он на протяжении многих лет тренировал юношеские команды, где работал с 10 и 12-летними детьми, обучая их основам баскетбола.

## Статистика

### Статистика в НБА
| Сезон                                                                                    | Команда   | Регулярный сезон | Регулярный сезон | Регулярный сезон | Регулярный сезон | Регулярный сезон | Регулярный сезон | Регулярный сезон | Регулярный сезон | Регулярный сезон | Регулярный сезон | Регулярный сезон | Серия плей-офф | Серия плей-офф | Серия плей-офф | Серия плей-офф | Серия плей-офф | Серия плей-офф | Серия плей-офф | Серия плей-офф | Серия плей-офф | Серия плей-офф | Серия плей-офф |
| Сезон                                                                                    | Команда   | GP               | GS               | MPG              | FG%              | 3P%              | FT%              | RPG              | APG              | SPG              | BPG              | PPG              | GP             | GS             | MPG            | FG%            | 3P%            | FT%            | RPG            | APG            | SPG            | BPG            | PPG            |
| ---------------------------------------------------------------------------------------- | --------- | ---------------- | ---------------- | ---------------- | ---------------- | ---------------- | ---------------- | ---------------- | ---------------- | ---------------- | ---------------- | ---------------- | -------------- | -------------- | -------------- | -------------- | -------------- | -------------- | -------------- | -------------- | -------------- | -------------- | -------------- |
| 1949/50                                                                                  | Три-Ситис | 26               |                  |                  | 34,5             |                  | 63,0             |                  | 1,4              |                  |                  | 4,2              | Не участвовал  | Не участвовал  | Не участвовал  | Не участвовал  | Не участвовал  | Не участвовал  | Не участвовал  | Не участвовал  | Не участвовал  | Не участвовал  | Не участвовал  |
| 1949/50                                                                                  | Балтимор  | 33               |                  |                  | 36,4             |                  | 63,8             |                  | 3,2              |                  |                  | 6,2              | Не участвовал  | Не участвовал  | Не участвовал  | Не участвовал  | Не участвовал  | Не участвовал  | Не участвовал  | Не участвовал  | Не участвовал  | Не участвовал  | Не участвовал  |
|                                                                                          | Всего     | 59               |                  |                  | 35,7             |                  | 63,5             |                  | 2,4              |                  |                  | 5,3              | Не участвовал  | Не участвовал  | Не участвовал  | Не участвовал  | Не участвовал  | Не участвовал  | Не участвовал  | Не участвовал  | Не участвовал  | Не участвовал  | Не участвовал  |
| Наведите курсор мыши на аббревиатуры в заголовке таблицы, чтобы прочесть их расшифровку. |           |                  |                  |                  |                  |                  |                  |                  |                  |                  |                  |                  |                |                |                |                |                |                |                |                |                |                |                |